# Hajdu István (szobrász)

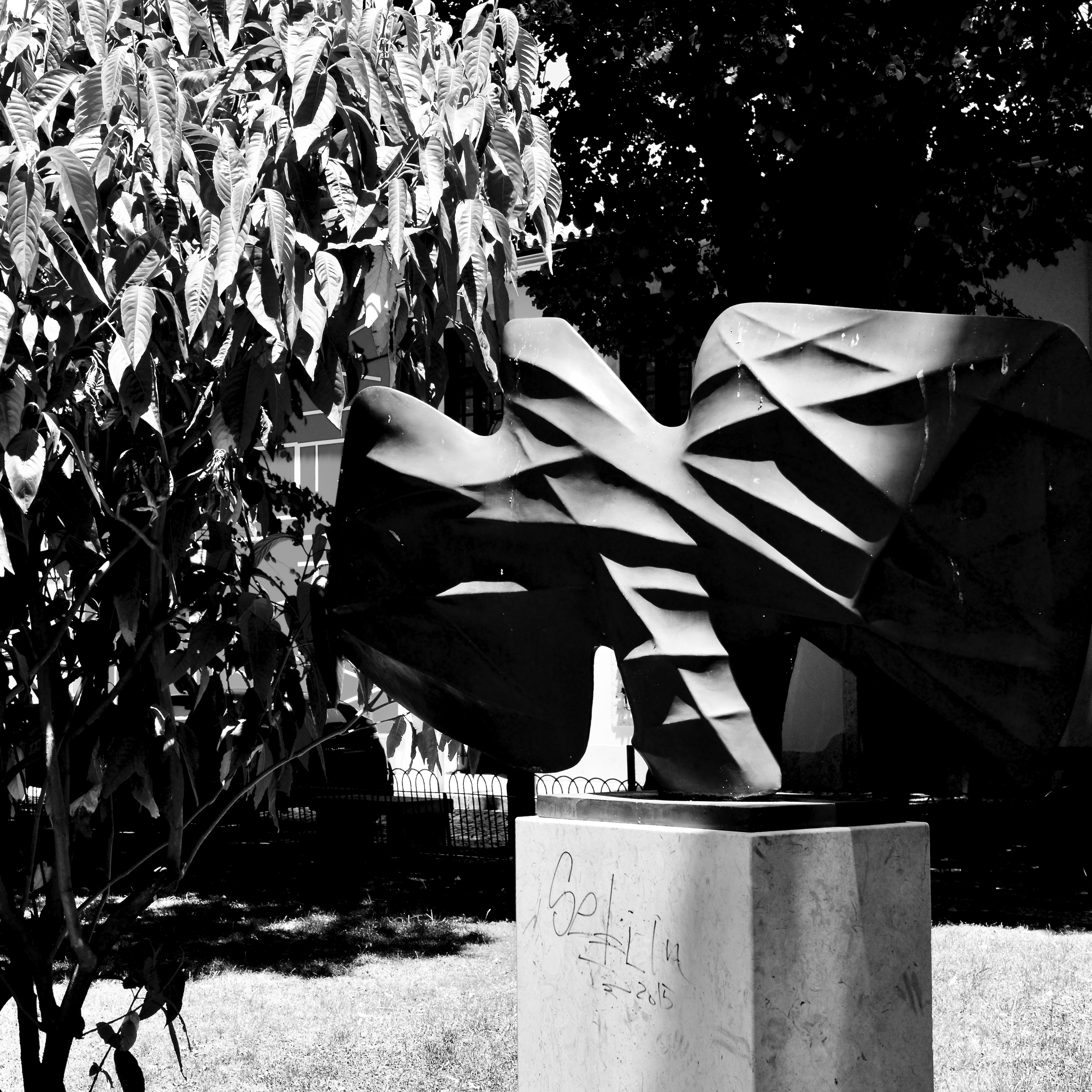
Ouranos II, szobor található a kertben Amoreiras: Lisszabon.

Hajdú István (külföldön: Étienne Hajdu) (Torda, 1907. augusztus 2. – Bagneux, 1996. március 25.) erdélyi magyar származású francia szobrász, az École de Paris tagja.

## Élete, munkássága
1923–25 között az újpesti faipari szakiskolába járt, 1926-tól Bécsben tanult a Kunstgewerbeschuléban, Hoffmann-nál. 1927-től Franciaországban folytatott képzőművészeti tanulmányokat, az Académie de la Grande Chaumiẻre-en E. Bourdelle-nél és a l'École des Arts Décoratifs-on, mestere Niclausse volt. 1930-ban kapta meg a francia állampolgárságot. Katonáskodott, azután a civil életben kőfaragóként dolgozott, majd bejárta Európát és Amerikát.
A második világháború idején egy márványbányában dolgozott a Pireneusokban, s részt vett a francia ellenállásban.
Pályája elején Auguste Rodin munkássága tett rá mély benyomást, később a román kori szobrászat. Léger közvetítésével megismerkedett Brâncuși szobrászművésszel, ettől kezdve (1930-as évek közepétől) az absztrakt szobrászat kérdéseivel foglalkozott, absztrakt reliefeket és domborműveket mintázott, de olykor a tárgyias motívumok is szerepet kaptak alkotásaiban.
Párizsban a Jeanne Boucher-galériában M. H. Vieira da Silvával és Szenes Árpáddal rendezett gyűjteményes kiállítást, 1934-ben. Kiállított Európa számos nagyvárosában és Amerikában. A második világháború után Budapesten az Európai Iskola tagjaival állított ki mint az Európai Iskola tiszteletbeli tagja. Feltűnést keltett Párizsi nő című, márványból készített kisplasztikája, 1947-ben. További csiszolt márványszobraival nemzetközi hírnevet szerzett. Féldrágakövekből, fémből (bronz, ólom, alumínium, réz) is mintázott, mindig tiszteletben tartva az anyagot és a mondanivalót. Kisplasztikái derűs, mediterrán hangulatot árasztanak.

## Köztéri művei[11]
- Vörösréz relief (1953, Marseille-Veyre, Líceum)
- Cement reliefek (1957, Pireneusok, Argèles-Gazost Líceum)
- Víznyomok (alumínium dombormű, 1958, Párizs, UNESCO Központ, elhelyezve 1995)
- Reliefek (ólom, 1963, Saint Gall Hochschule [CH])
- Claustra (cement, 1966, Nanterre, Jacques Decour iskolatelep)
- Féldombormű (cement, 1966, Esson, művészh.)
- Vízmedence bronzszoborral (1966, Dijon, Agrártudományi Egyetem)
- Szobor (bronz, 1967, Grenoble, Új Városháza)
- Oszlop és bronzkapuk (1967, Párizs, M és Mme X Könyvtára)
- Dombormű (alumínium, 1968, Dijon, Agrártududományi Egyetem)
- Szobor (alumínium, 1970, Nizza, Orvostudományi kar sétaudvara)
- Kút- és szoborkompozíció Lois Pasteur emlékére (1971, Lille köztere)
- Hét oszlop Stéphane Mallarménak (bronz, 1969-1971, Kerguehennec (F), Park)
- Dombormű, (gipsz, fa, 1973, Párizs, Kongresszusi Központ)
- Georges Pompidou emlékmű (1975, Saint-Flour, Cantal).

## Díjak, elismerések
- 1965: Kunstpreis Nordrhein-Westfalen
- 1969: Francia Szobrászati Nagydíj
- 1993: Becsületrend
- 1996: A Magyar Köztársasági Érdemrend középkeresztje